# Dreckloch (Elberfeld)
Dreckloch war eine Ortslage im Norden der bergischen Großstadt Wuppertal, Stadtteil Elberfeld. Der Name Dreckloch ist als eigenständige Bezeichnung für diese Ortslage mehrheitlich nicht mehr im Bewusstsein der Bevölkerung vorhanden.

## Lage und Beschreibung
Die Ortslage liegt auf einer Höhe von 225 m ü. NHN an der Hainstraße am nordöstlichen Ende des Geländes des Bethesda Krankenhauses Wuppertal im Süden des Wohnquartiers Nevigeser Straße im Stadtbezirk Uellendahl-Katernberg. Benachbarte Ortslagen sind Hülsbeck, Dorrenberg, Wüstenhof, Am Bredtchen, Lehmbruch, Holländische Heide und Kuckelsberg.

## Geschichte
Der Ort ist auf der Topographischen Aufnahme der Rheinlande von 1824 verzeichnet. Er lag im spitzen Winkel zwischen der alten Hauptstraße von Elberfeld nach Neviges (Hainstraße) und einem davon nach Kuckelsberg, heute auf dem Klinikgelände liegenden abzweigenden Weg. 
1832 gehörte Dreckloch zur Katernberger Rotte des ländlichen Außenbezirks des Kirchspiels und der Stadt Elberfeld. Der laut der Statistik und Topographie des Regierungsbezirks Düsseldorf ebenfalls als Kotten kategorisierte Ort wurde als am Dreckloch bezeichnet und besaß zu dieser Zeit ein Wohnhaus und ein landwirtschaftliches Gebäude. Zu dieser Zeit lebten 6 Einwohner im Ort, alle evangelischen Glaubens. Für 1815/16 wird keine Einwohnerzahl genannt.